# 约翰·W·亨利
约翰·威廉姆斯·亨利二世（英語：John William Henry II，1949年9月13日—）是一位期货和外汇交易的顾问，一手创办约翰·亨利公司。他目前是美国职棒大联盟波士顿红袜最大的老板、英超球队利物浦的老板，以及NASCAR罗什芬威车队和美国国家冰球联盟匹兹堡企鹅的老板之一。2006年波士顿杂志预估他的身价为8.6亿美元。

## 早年生活
亨利1949年9月13日出生于伊利诺伊州昆西。他的父母都是农民，他的童年分别在伊利诺伊州和阿肯色州度过。由于他患有哮喘，因此在他15岁的时候全家搬到加利福尼亚州的苹果谷。高中毕业后，亨利进入加利福尼亚大学河滨分校学习，主修哲学。但是他并没有毕业，与他参加两支摇滚乐队需要到处巡回演出有关。
离开校园後，他开始进行玉米和大豆的期货交易，学习基本的商品交易中的价格风险。1981年他创立自己的约翰·亨利公司（JWH），在欧文的机场街道对面开了一个小办公室。他的公司慢慢成为全美最大的商品经纪公司。1989年JWH搬到康涅狄格州的韦斯特波特，两年之后在博卡拉顿开了第二间办公室。

## 棒球
亨利从小是圣路易斯红雀的球迷，特别是当时的球星斯坦·穆休。1989年他首次入主职业运动，买下一支3A的球队——太平洋岸联盟的图森公牛。他还是高级职业棒球协会（在佛罗里达州进行的由退役的大联盟球员参加的冬季联盟赛事）的创始人之一，但这个联盟仅仅存在两年就因为商业原因而停办。之后他曾对NBA以及NHL多支球队感兴趣，但最后都有始无终。
1999年亨利以1.58亿美元买下佛罗里达马林鱼。2002年1月他把球队卖给杰弗里·洛里亚（Jeffrey Loria），随后他和汤姆·维尔纳一起买下波士顿红袜，当时他们提出的目标是打破贝比鲁斯魔咒，两年後红袜就在世界大赛中击败圣路易斯红雀，获得冠军。

## 足球
2010年10月16日，亨利所拥有的新英格兰体育风险投资公司以大约3亿英镑的价格正式收購英超球會利物浦。